# 列夫基夫卡 (舊康斯坦丁諾夫區)
49°47′17″N 27°33′12″E / 49.78806°N 27.55333°E

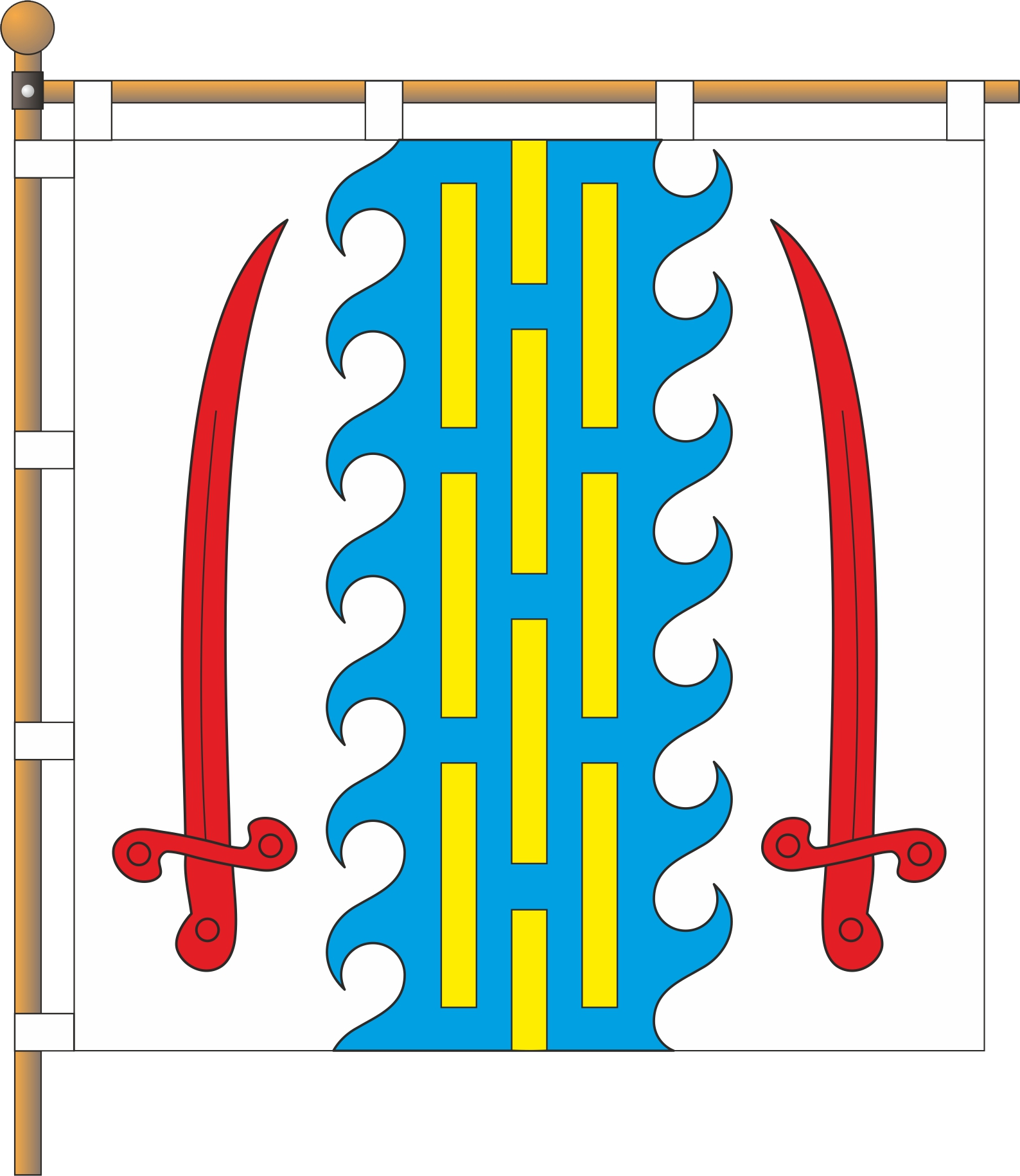
列夫基夫卡村（赫梅利尼茨基區）的旗幟

萊夫基夫卡（烏克蘭語：Левківка）是位於烏克蘭西部的村莊，由赫梅利尼茨基州裡赫梅利尼茨基區的舊奧斯特羅皮利市鎮負責管轄。該村始建於1596年，面積2.8平方公里，海拔高度270米，2001年人口801。